# Chorizema ericifolium
Chorizema ericifolium är en ärtväxtart som beskrevs av Meissner. Chorizema ericifolium ingår i släktet Chorizema och familjen ärtväxter. Inga underarter finns listade i Catalogue of Life.